# 塔納 (阿肯色州密西西比縣)
塔納（英語：Turner）是位於美國阿肯色州密西西比縣的一個非建制地區。該地的面積和人口皆未知。

## 地理
塔納的座標為35°50′13″N 90°03′42″W / 35.83694°N 90.06167°W，而該地的平均海拔高度為72米（即236英尺）。